# Isostasius bilamelliscapus
Isostasius bilamelliscapus är en stekelart som beskrevs av Szabó 1981. Isostasius bilamelliscapus ingår i släktet Isostasius och familjen gallmyggesteklar. Inga underarter finns listade i Catalogue of Life.